# Thomas Stiller
Thomas Stiller (*  3. April 1961 in Wiesbaden) ist ein deutscher Filmregisseur, Drehbuchautor und Schauspieler.

## Wirken

### 1980er und 1990er Jahre
Nach seinem Abitur am Dietrich-Bonhoeffer-Gymnasium in Hilden im Jahr 1981 absolvierte Stiller von 1985 bis 1986 eine Schauspiel- und Regieausbildung am Herbert Berghoff-Studio und Actors Studio in New York. Nach Abschluss seines Diploms agierte er bis 1993 an verschiedenen Theaterbühnen sowie in Film- und Fernsehproduktionen, bevor er seinen künstlerischen Schwerpunkt auf Regie und Drehbuch verlagerte.
Mit Die brennende Schnecke realisierte er 1995 sein Spielfilmdebüt. Das Drama um einen 14-jährigen Jungen, der in einer Jugendgang seiner Isolation zu entfliehen hofft, wurde im Rahmen zahlreicher internationaler Filmfestivals gezeigt, darunter dem World Film Festival in Montréal, dem Internationalen Filmfestival in Shanghai und dem Internationalen Filmfest in Moskau.
Der 1999 erschienene Psychothriller Stille Nacht – Heilige Nacht bescherte Stiller im darauffolgenden Jahr eine Nominierung für den Adolf-Grimme-Preis, darüber hinaus lief die Produktion im Wettbewerb des Filmfests München. Mit seinem Drehbuch bot er zugleich die Vorlage für das vom SWR produzierte gleichnamige Hörspiel.

### 2000er und 2010er Jahre
Im Jahr 2000 übernahm Stiller die Regie für The Great Grandson of the Man Who Drank a Cow, ein Musikfilm über den japanischen Jazzmusiker und Trompeter Toshinori Kondō. Seit 2003 entstehen unter seiner Regie zudem Kinotrailer für das Internationale Filmfest in Oldenburg.
Neben einer Reihe von Fernsehfilmen wie Der gestohlene Mond (2002) mit Birol Ünel und Dietmar Bär sowie Kinoproduktionen wie Der Junge ohne Eigenschaften (2006) mit Marek Harloff und Lisa Martinek war Stiller darüber hinaus als Regisseur und Drehbuchautor für Episoden der Fernsehserien Tatort, Unschuldig, Peter Strohm und Wolffs Revier verantwortlich.
Besonderen Erfolg verzeichnete er als Drehbuchautor für das Familien-Psychodrama Unter dem Eis, das in der Kategorie „Fiktion“ mit dem Adolf-Grimme-Preis 2007 geehrt wurde.
2008 fungierte Stiller als Regisseur für den Fernsehspielfilm Zwölf Winter, der im Jahr
2010 erneut für den Adolf-Grimme-Preis sowie den Deutschen Fernsehkrimipreis nominiert und mit dem Jupiter ausgezeichnet wurde. Unter Mitwirkung der zu jener Zeit mit der Aufklärung des Falls befassten LKA-Beamten sowie des verurteilten Täters Mike Rödesheim zeichnete Drehbuchautor Holger Karsten Schmidt die auf einem wahren Verbrechen beruhende Kriminalgeschichte zweier Serientäter nach, die zwischen 1988 und 2001 Provinzbanken und Sparkassen im gesamten Bundesgebiet überfielen und sechs Millionen € erbeuteten. Der ursprünglich vorgesehene Zweiteiler wurde nach Beschluss des WDR auf einen eineinhalbstündigen Spielfilm reduziert. Die Einkürzung der Szenen erfolgte durch Thomas Stiller.
Anlässlich der ARD-Themenwoche Ist doch Ehrensache! Wie Menschen sich für die Gesellschaft engagieren setzte Stiller im Jahr 2009 den Spielfilm Genug ist nicht genug um, der die Not und Missstände in deutschen Pflegeeinrichtungen, den Einsatz Ehrenamtlicher und die Folgen ihres Streiks thematisiert. Stiller, der sich zuvor nur oberflächlich mit diesem Tätigkeitsfeld auseinandergesetzt hatte, gab nach Abschluss der Dreharbeiten zu verstehen, der Film habe seinen Blick auf das bürgerschaftliche Engagement wesentlich verändert.
Der Brisanz eskalierender Jugendgewalt widmete sich Stiller im gleichen Jahr mit dem zunächst für das Kino geplanten Drama Sie hat es verdient, in dem eine sozial gut gestellte Schülerin von sozial benachteiligten Gleichaltrigen aus Rachegründen zu Tode gefoltert wird. Das Drehbuch wurde aufgrund der heiklen Thematik im Vorfeld von mehreren Sendern abgelehnt.
In der Produktion der teamWorx Television & Film GmbH für die ARD Degeto und den Bayerischen Rundfunk agierten unter anderem Liv Lisa Fries, Koproduzentin Veronica Ferres und François Goeske als Hauptdarsteller. Erstmals ausgestrahlt wurde der Film am 14. September 2011 in der ARD, nachdem er international auf mehreren Filmfestivals zu sehen war.
Thomas Stiller lebt in Berlin.

## Filmografie

### Als Schauspieler
- 1997: Dr. Stefan Frank – Der Arzt, dem die Frauen vertrauen – Wenn eine Kinderseele weint

### Als Regisseur
- 1991: Über die Liebe
- 1995: Die brennende Schnecke
- 1999: Stille Nacht – Heilige Nacht
- 2000: The Great Grandson of the Man Who Drank a Cow
- 2001: Die Wunde
- 2002: Der gestohlene Mond
- 2003: Tatort – Schattenlos
- 2005: Der Junge ohne Eigenschaften
- 2007: Tatort – Die Blume des Bösen
- 2008: Die Gerichtsmedizinerin – Ein Häuflein Asche
- 2008: Die Gerichtsmedizinerin – Der Idiot
- 2008: Unschuldig (Episoden 9–12)
- 2009: Zwölf Winter
- 2009: Genug ist nicht genug
- 2010: Sie hat es verdient
- 2012: Tatort – Der traurige König
- 2013: Tatort – Macht und Ohnmacht
- 2014: Polizeiruf 110 – Liebeswahn
- 2015: Tatort – Frohe Ostern, Falke
- 2016: Die Haut der Anderen
- 2016: Gottlos – Warum Menschen töten
- 2018: Angst in meinem Kopf[10]
- 2018: Tatort – Bombengeschäft
- 2024: Tatort: Das Wunderkind

### Als Drehbuchautor
- 1991: Über die Liebe
- 1992: Oktopus
- 1993: Hopper – Killdog
- 1994: Die brennende Schnecke
- 1994: Peter Strohm
- 1994: Tatort – Wespennest
- 1995: Wolkenstein (fünf  Folgen)
- 1996: Schwanengesang
- 1997: Benzin im Blut (fünf Folgen)
- 1998: Gegen jede Hoffnung
- 1998: Stille Nacht – Heilige Nacht
- 1999: Wolffs Revier
- 2000: Die Wunde
- 2001: Tatort – Schattenlos
- 2001: Der gestohlene Mond
- 2004: Metallic Blues (Co-Autor)
- 2005: Der Junge ohne Eigenschaften
- 2005: Unter dem Eis
- 2006: Notruf Hafenkante – Die Entführung
- 2007: Tatort – Die Blume des Bösen
- 2007: 2 Tage Leben
- 2007: Zwölf Winter (Drehfassung)
- 2009: LaBrea – Mord am Montparnasse
- 2009: Genug ist nicht genug (Co-Autor)
- 2009: Die kleine Garbo
- 2010: Trigger
- 2010: Sie hat es verdient
- 2014: Polizeiruf 110 – Liebeswahn
- 2015: Tatort – Frohe Ostern, Falke
- 2016: Die Haut der Anderen
- 2016: Gottlos – Warum Menschen töten
- 2018: Angst in meinem Kopf[10]
- 2018: Tatort – Bombengeschäft
- 2024: Tatort: Das Wunderkind

## Hörspiele
- Stille Nacht – Heilige Nacht. Regie: Christoph Dietrich, Mitwirkende: Konrad Bösherz, Martin Engler, Michael Wittenborn, Irina Wanka, Christian Berkel, Beate Jensen, Claude-Oliver Rudolph, 55 min., SWR 2005.

## Nominierungen (Auswahl)
- 2000: Adolf-Grimme-Preis für Stille Nacht – Heilige Nacht
- 2010: Adolf-Grimme-Preis für Zwölf Winter
- 2010: Deutscher Fernsehkrimipreis für Zwölf Winter
- 2012: Deutscher Fernsehkrimipreis für Tatort – Der traurige König

## Auszeichnungen
- 2007: Adolf-Grimme-Preis für Unter dem Eis
- 2010: Jupiter für Zwölf Winter
- 2012: Publikumspreis des Deutschen Fernsehkrimipreises für Tatort: Der traurige König[11]
- 2019:  New York Festivals TV & Film Awards Bronze Drama für Angst in meinem Kopf